# David Levy (astronom)
| Odkryte planetoidy: 65 | Odkryte planetoidy: 65 |
| ---------------------- | ---------------------- |
| (5261) Eureka          | 20 czerwca 1990        |
| (5852) Nanette         | 19 kwietnia 1991       |
| (6398) Timhunter       | 10 lutego 1991         |
| (6401) Roentgen        | 15 kwietnia 1991       |
| (6485) Wendeesther     | 25 października 1990   |
| (6670) Wallach         | 4 czerwca 1994         |
| (6715) Sheldonmarks    | 22 sierpnia 1990       |
| (6914) Becquerel       | 3 kwietnia 1992        |
| (7344) Summerfield     | 4 czerwca 1992         |
| (8021) Walter          | 22 października 1990   |
| (8358) Rickblakley     | 4 listopada 1989       |
| (9070) Ensab           | 23 lipca 1993          |
| (9083) Ramboehm        | 28 listopada 1994      |
| (10332) Défi           | 13 maja 1991           |
| (10346) Triathlon      | 2 kwietnia 1992        |
| (11548) Jerrylewis     | 25 listopada 1992      |
| (11569) Virgilsmith    | 27 maja 1993           |
| (11911) Angel          | 4 czerwca 1992         |
| (11941) Archinal       | 23 maja 1993           |
| (13057) Jorgensen      | 13 listopada 1990      |
| (13111) Papacosmas     | 23 lipca 1993          |
| (13123) Tyson          | 16 maja 1994           |
| (13615) Manulis        | 28 listopada 1994      |
| (14429) Coyne          | 3 grudnia 1991         |
| (15276) Diebel         | 14 kwietnia 1991       |
| (15294) Underwood      | 7 listopada 1991       |
| (15321) Donnadean      | 13 sierpnia 1993       |
| (15779) Scottroberts   | 26 lipca 1993          |
| (16514) Stevelia       | 11 listopada 1990      |
| (16669) Rionuevo       | 8 grudnia 1993         |
| (17493) Wildcat        | 31 grudnia 1991        |
| (18368) Flandrau       | 15 kwietnia 1991       |
| (18434) Mikesandras    | 12 marca 1994          |
| (19980) Barrysimon     | 22 listopada 1989      |
| (20084) Buckmaster     | 6 kwietnia 1994        |
| (22312) Kelly          | 14 kwietnia 1991       |
| (22338) Janemojo       | 3 czerwca 1992         |
| (24778) Nemsu          | 24 maja 1993           |
| (24779) Presque Isle   | 23 lipca 1993          |
| (27776) Cortland       | 25 lutego 1992         |
| (27810) Daveturner     | 23 lipca 1993          |
| (29292) Conniewalker   | 24 maja 1993           |
| (30840) Jackalice      | 15 kwietnia 1991       |
| (30934) Bakerhansen    | 16 listopada 1993      |
| (30935) Davasobel      | 8 stycznia 1994        |
| (32890) Schwob         | 8 stycznia 1994        |
| (32897) Curtharris     | 1 sierpnia 1994        |
| (37588) Lynnecox       | 15 kwietnia 1991       |
| (37601) Vicjen         | 3 kwietnia 1992        |
| (43793) Mackey         | 13 listopada 1990      |
| (117032) Davidlane     | 14 maja 2004           |
| (144769) Zachariassen  | 19 kwietnia 2004       |
| (144907) Whitehorne    | 16 grudnia 2004        |
| (157421) Carolpercy    | 8 października 2004    |
| (170909) Bobmasterson  | 12 grudnia 2004        |
| (170995) Ritajoewright | 3 marca 2005           |
| (175152) Marthafarkas  | 3 marca 2005           |
| (245158) Thomasandrews | 13 października 2004   |
| (271763) Hebrewu       | 17 września 2004       |
| (294727) Dennisritchie | 31 stycznia 2008       |
| (300909) Kenthompson   | 30 stycznia 2008       |
| (510045) Vincematteo   | 4 marca 2010           |
| (518523) Bryanshumaker | 16 września 2006       |
| (542600) Lindahall     | 16 kwietnia 2005       |
| (545394) Rossetter     | 2 listopada 2008       |
| 1. 2. 3. 4. 5.         |                        |

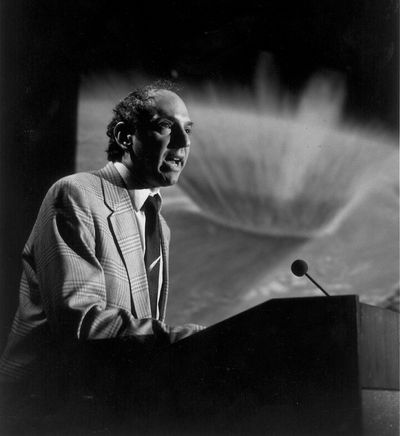
David Levy

David H. Levy (ur. 22 maja 1948 w Montrealu) – kanadyjski astronom amator i popularyzator nauki. Najbardziej znany jako współodkrywca komety Shoemaker-Levy 9, która w 1994 roku zderzyła się z Jowiszem.

## Życiorys
W latach 1968–1972 studiował w Acadia University, gdzie uzyskał stopień licencjata filologii angielskiej, a następnie w 1979 roku zrobił magisterium w Queen’s University. Chociaż w latach studenckich miał mało czasu na obserwacje nieba, temat jego pracy magisterskiej o Gerardzie Manleyu Hopkinsie brzmiał: Gwiaździsta noc – Hopkins i astronomia.
17 grudnia 1965 roku rozpoczął poszukiwania komet za pomocą amatorskiego teleskopu o średnicy 7,6 cm. Przez wiele lat obserwował komety zauważone przez innych, nie udało mu się znaleźć żadnej nowej. W 1979 przeprowadził się do Tucson w stanie Arizona, ponieważ niebo było tam znacznie ciemniejsze. Na swoją pierwszą kometę czekał kolejnych pięć lat, do 13 listopada 1984 roku. Ta pierwsza kometa, nazwana imieniem Levy’ego i radzieckiego specjalisty od energetyki Jurija Rudenki, podobnie po amatorsku zajmującego się astronomią, została odkryta za pomocą amatorskiego teleskopu. Następną zauważył dopiero 5 stycznia 1987 roku. Odkrył, samodzielnie bądź wraz z innymi astronomami (głównie Eugene’em i Carolyn Shoemakerami), 22 komety i 65 planetoid. Jako członek zespołu Shoemakerów, 20 czerwca 1990 roku odkrył, wraz z Henrym Holtem, planetoidę (5261) Eureka, pierwszą asteroidę trojańską Marsa. Ostatnim jego odkryciem jest kometa 255P/Levy (wcześniej C/2006 T1 Levy, zaobserwowana 2 października 2006 roku za pomocą 36 cm teleskopu, wyposażonego w kamerę CCD).
Napisał ponad 30 książek o tematyce astronomicznej i okołonaukowej, począwszy od wskazówek dla obserwatorów (Niebo. Poradnik użytkownika, wyd. Prószyński i S-ka Warszawa 1996), po połączenie naukowego i poetyckiego postrzegania nocnego nieba w More Things in Heaven and Earth (nie wydana w Polsce). W latach 2000–2011 wspólnie z żoną Wendee prowadził podcast „Let's Talk Stars”.

## Komety odkryte przez Levy’ego
1. Kometa Levy’ego-Rudenki, 1984t, 14 listopada 1984
2. Kometa Levy’ego, 1987a, 5 stycznia 1987
3. Kometa Levy’ego, 1987y, 11 października 1987
4. Kometa Levy’ego, 1988e, 19 marca 1988
5. Kometa Okazakiego-Levy’ego-Rudenki, 1989r, 25 sierpnia 1989
6. Kometa Levy’ego, 1990c, 20 maja 1990
7. Okresowa kometa Levy’ego, 14 czerwca 1991
8. Kometa Takamaizawy-Levy’ego, 15 kwietnia 1994
9. Kometa okresowa 255P/Levy, 2 października 2006

Z tych podwórkowych odkryć najważniejsza była kometa 1990c. Latem 1990 stała się „gwiazdą” niezwykłego spektaklu, jako że była wyraźnie widoczna z wielu obszarów na Ziemi, jak żadna inna kometa od pojawienia się komety Halleya w 1986 roku.

### Komety odkryte z Gene’em i Carolyn Shoemakerami
1. Okresowa kometa Shoemaker-Levy 1, 1990o
2. Okresowa kometa Shoemaker-Levy 2, 1990p
3. Kometa Shoemaker-Levy, 1991d
4. Okresowa kometa Shoemaker-Levy 3, 1991e
5. Okresowa kometa Shoemaker-Levy 4, 1991f
6. Okresowa kometa Shoemaker-Levy 5, 1991z
7. Kometa Shoemaker-Levy, 1991a1
8. Okresowa kometa Shoemaker-Levy 6, 1991b1
9. Okresowa kometa Shoemaker-Levy 7, 1991d1
10. Okresowa kometa Shoemaker-Levy 8, 1992f
11. Okresowa kometa Shoemaker-Levy 9, 1993e
12. Kometa Shoemaker-Levy, 1993h, C/1993 K1
13. Kometa Shoemaker-Levy, 1994d, C/1994 E2

Jego nazwiskiem nazwano planetoidę (3673) Levy.